# Luftstrid
| Luftstrid |
| --- |
| Rendezvous mellan en F-18A Hornet och en rote Kfir och F-5E Tiger II. Del av Luftkrigföring: - Luftstrid - Kurvstrid - Jaktstrid - Dagjakt - Nattjakt - Allvädersjakt - Luftangrepp - Attackanfall - Flygbombning - Störtbombning - Dykbombning - Planbombning - Kastbombning - Torpedfällning - Flygspaning - Fotospaning - Nattspaning - Havsövervakning |

Luftstrid kallas strid mellan flygfarkoster eller mellan flygfarkoster och kontrahenter på land eller till sjöss.
Typiska exempel på luftstrid är anfall med eller strid mellan jaktflygplan.